# Diệp Trường Phát
Diệp Trường Phát, còn gọi là Tàu Sáu, là ông tổ của võ phái làng An Thái, Bình Định sau mang tên Bình Thái Đạo.

## Sự nghiệp
Võ sư Diệp Trường Phát sinh năm 1896 (Bính Thân) tại An Thái (nay thuộc xã Nhơn Phúc, thị xã An Nhơn), Bình Định, trong một gia đình gốc Hoa. Năm 13 tuổi ông được đưa sang Trung Quốc thụ giáo võ công với võ sư Thiếu lâm Nam phái. Sau 15 năm ông mới trở về Bình Định. Ông tiếp tục học hỏi thêm các môn võ Bình Định đương thời rồi san định và lập thành võ phái An Thái - Bình Định vào khoảng năm 1924.
Khi võ sư Diệp Trường Phát mất năm 1962, con trai ông là võ sư Diệp Bảo Sanh kế vị chưởng môn đời thứ hai, lấy danh xưng là Tây Sơn võ đường: Bình Thái Đạo. Năm 1975 võ sư Diệp Bảo Sanh sang định cư ở Anh Quốc và mất tại đây, nhiều học trò của võ sư cũng lần lượt từ bỏ nghiệp võ, phái Bình Thái Đạo đứng trước nguy cơ mất còn. Năm 1988 các đệ tử của môn phái trong đó có võ sư Trịnh Ngọc Thanh đã tập hợp, gây dựng lại võ phái. Hiện nay phái võ này do bà Diệp Lệ Bích (con gái ông Diệp Bảo Sanh) làm chưởng môn đời thứ ba.